# Baojie Sun
Sun Baojie, né le 2 janvier 1965, est un ancien arbitre chinois de football, qui officia internationalement de 1997 à 2010.

## Carrière
Il a officié dans des compétitions majeures : 
- Coupe Kirin 2000 (1 match)
- Coupe du monde de football des moins de 20 ans 2001 (1 match)
- Coupe du président de l'AFC 2006 (finale)
- Coupe d'Asie des nations de football 2007 (1 match)
- AFF Suzuki Cup 2010 (1 match)